# Mikael Engström
Mikael Engström (folkbokförd som Albert Micael Engström), född 26 januari 1961 i Solna församling, är en svensk fotograf, journalist och författare. Åren 1979–1988 var Engström anställd på Försvarets radioanstalt (FRA). Mikael Engström var ledamot i Svenska barnboksakademin 2008–2012 där han satt på stol nummer 11.
SVT:s julkalender 2001, Kaspar i Nudådalen, bygger på Mikael Engströms barnböcker om Kaspar och 2012 filmatiserades hans bok Isdraken i regi av Martin Högdahl.
Mikael Engström har inspirerats av Ivar Lo-Johanssons självbiografiska böcker, särskilt Gårdfarihandlaren. Han uppskattar också Astrid Lindgrens sätt att berätta en historia.

## Priser och utmärkelser
- 1989 Hans Lindman priset
- 1991 priset för bästa socialreportage av tidningen Folket i Bild
- 2001 augustnominerad för sin ungdomsroman Dogge
- 2004 nominerad till Deutscher Jugendliteraturpreis för sin ungdomsroman Dogge
- 2005 det litterära priset Zilveren Zoen (Silverkyssen) för sin ungdomsroman Dogge, på nederländska Tobbe
- 2006 Sommarpratare i SR P1
- 2007 det litterära priset Zilveren Zoen (Silverkyssen) för sin ungdomsroman Satans tjuv, på nederländska Dief van de Duivel
- 2007 augustnominerad för sin ungdomsroman Isdraken
- 2008 Svensk Biblioteksförenings Nils Holgersson-plakett för sin ungdomsroman Isdraken